# 2004年モナコグランプリ
2004年モナコグランプリ(2004 Monaco Grand Prix)は、2004年F1世界選手権の第6戦として、2004年5月23日にモンテカルロ市街地コースで開催された。

## 予選

### 結果
| 順位 | No | ドライバー                 | チーム                   | タイム   | 差     |
| ---- | -- | -------------------------- | ------------------------ | -------- | ------ |
| 1    | 7  | ヤルノ・トゥルーリ         | ルノー                   | 1:13.985 | —      |
| 2    | 4  | ラルフ・シューマッハ       | ウィリアムズ・BMW        | 1:14.345 | +0.360 |
| 3    | 9  | ジェンソン・バトン         | BAR・ホンダ              | 1:14.396 | +0.411 |
| 4    | 8  | フェルナンド・アロンソ     | ルノー                   | 1:14.408 | +0.423 |
| 5    | 1  | ミハエル・シューマッハ     | フェラーリ               | 1:14.516 | +0.531 |
| 6    | 6  | キミ・ライコネン           | マクラーレン・メルセデス | 1:14.592 | +0.607 |
| 7    | 2  | ルーベンス・バリチェロ     | フェラーリ               | 1:14.716 | +0.731 |
| 8    | 10 | 佐藤琢磨                   | BAR・ホンダ              | 1:14.827 | +0.842 |
| 9    | 5  | デビッド・クルサード       | マクラーレン・メルセデス | 1:14.951 | +0.966 |
| 10   | 3  | ファン・パブロ・モントーヤ | ウィリアムズ・BMW        | 1:15.039 | +1.054 |
| 11   | 11 | ジャンカルロ・フィジケラ   | ザウバー・ペトロナス     | 1:15.352 | +1.367 |
| 12   | 14 | マーク・ウェバー           | ジャガー・コスワース     | 1:15.725 | +1.740 |
| 13   | 17 | オリビエ・パニス           | トヨタ                   | 1:15.859 | +1.874 |
| 14   | 15 | クリスチャン・クリエン     | ジャガー・コスワース     | 1:15.919 | +1.934 |
| 15   | 16 | クリスチアーノ・ダ・マッタ | トヨタ                   | 1:16.169 | +2.184 |
| 16   | 12 | フェリペ・マッサ           | ザウバー・ペトロナス     | 1:16.248 | +2.263 |
| 17   | 18 | ニック・ハイドフェルド     | ジョーダン・フォード     | 1:16.488 | +2.503 |
| 18   | 19 | ジョルジオ・パンターノ     | ジョーダン・フォード     | 1:17.443 | +3.458 |
| 19   | 21 | ゾルト・バウムガルトナー   | ミナルディ・コスワース   | 1:20.060 | +6.075 |
| 20   | 20 | ジャンマリア・ブルーニ     | ミナルディ・コスワース   | 1:20.115 | +6.130 |

- No.4はエンジン交換のため10グリッド降格ペナルティ

## 決勝

### 結果
スタート前、トヨタのパニスのマシンにトラブルが発生、スタートがディレイとなり、1周減算され77周のレースとなった。初ポールのトゥルーリは難なくスタートを決め、もう1台のルノーのアロンソもスタートの蹴り出しでバトンをかわし、ルノーが1-2体制となる。また、佐藤が抜群のスタートを見せ、7番手からバトンの後ろ、4位まで順位を上げた。オープニングラップ、クリエンがヘアピンでクラッシュ。その際、マシンのノーズにつけていたダイヤを紛失してしまう（盗難の可能性もあるが、これは解決していない）。その後、佐藤のマシンから白煙が上がり続けるが、佐藤はレースを続ける。しかし3周目、遂にエンジンがブロー。その煙で減速したクルサードにフィジケラが追突。煙が消えたころ、フィジケラのマシンは逆さまの状態で現れた。フィジケラ本人にケガは無かったが、この状況を見ていたバリチェロは、「もっと早く旗を出すべきだった」と語っている。
3周で4台が消える波乱のレースとなったが、波乱はまだまだ続き、ウェバー、パンターノ、ブルーニ、ライコネンらがリタイア。マクラーレンはまたしても2台全滅となった。そんな中、トンネルで周回遅れのラルフをかわそうとしたアロンソがクラッシュ。ルノー1-2体制が崩れた。ここでセーフティーカーが入り、トップはミハエル。前人未到の開幕6連勝が現実味を帯びてきた。
しかし、セーフティーカーラン中に、ミハエルのマシンが壊れた状態でトンネルから出てきた。タイヤを温めようと加減速を繰り返していたミハエルに、モントーヤが追突してしまい、リタイアに終わった。
レース終盤、トゥルーリとバトン、共に初優勝を賭けたデッドヒートが繰り広げられる。最後はトゥルーリが逃げ切り、自身初優勝をポールトゥウィンで飾った。トゥルーリは自身のルノーのマシンにキスをするなど、喜びを爆発させた。
2位にバトン、3位にバリチェロが入った。バリチェロは誕生日レースを表彰台で締めくくった。
以下、モントーヤ、マッサ、ダ・マッタ、ハイドフェルド、パニスまでが入賞。6位以下のドライバーは全て今シーズン初入賞となった。バウムガルトナーが9位、ラルフが10位完走扱いとなった。
| 順位 | No | ドライバー                 | チーム                   | 周回数 | タイム/リタイア | グリッド | ポイント |
| ---- | -- | -------------------------- | ------------------------ | ------ | --------------- | -------- | -------- |
| 1    | 7  | ヤルノ・トゥルーリ         | ルノー                   | 77     | 1:45:46.601     | 1        | 10       |
| 2    | 9  | ジェンソン・バトン         | BAR・ホンダ              | 77     | +0.497          | 2        | 8        |
| 3    | 2  | ルーベンス・バリチェロ     | フェラーリ               | 77     | +1:15.766       | 6        | 6        |
| 4    | 3  | ファン・パブロ・モントーヤ | ウィリアムズ・BMW        | 76     | +1 Lap          | 9        | 5        |
| 5    | 12 | フェリペ・マッサ           | ザウバー・ペトロナス     | 76     | +1 Lap          | 16       | 4        |
| 6    | 16 | クリスチアーノ・ダ・マッタ | トヨタ                   | 76     | +1 Lap          | 15       | 3        |
| 7    | 18 | ニック・ハイドフェルド     | ジョーダン・フォード     | 75     | +2 Laps         | 17       | 2        |
| 8    | 17 | オリビエ・パニス           | トヨタ                   | 74     | +3 Laps         | 13       | 1        |
| 9    | 21 | ゾルト・バウムガルトナー   | ミナルディ・コスワース   | 71     | +6 Laps         | 19       |          |
| 10   | 4  | ラルフ・シューマッハ       | ウィリアムズ・BMW        | 69     | ギアボックス    | 12       |          |
| Ret  | 1  | ミハエル・シューマッハ     | フェラーリ               | 45     | 接触            | 4        |          |
| Ret  | 8  | フェルナンド・アロンソ     | ルノー                   | 41     | クラッシュ      | 3        |          |
| Ret  | 6  | キミ・ライコネン           | マクラーレン・メルセデス | 27     | 空力            | 5        |          |
| Ret  | 20 | ジャンマリア・ブルーニ     | ミナルディ・コスワース   | 15     | ギアボックス    | 20       |          |
| Ret  | 19 | ジョルジオ・パンターノ     | ジョーダン・フォード     | 12     | ギアボックス    | 18       |          |
| Ret  | 14 | マーク・ウェバー           | ジャガー・コスワース     | 11     | ギアボックス    | 11       |          |
| Ret  | 10 | 佐藤琢磨                   | BAR・ホンダ              | 2      | エンジン        | 7        |          |
| Ret  | 5  | デビッド・クルサード       | マクラーレン・メルセデス | 2      | 接触            | 8        |          |
| Ret  | 11 | ジャンカルロ・フィジケラ   | ザウバー・ペトロナス     | 2      | 接触            | 10       |          |
| Ret  | 15 | クリスチャン・クリエン     | ジャガー・コスワース     | 0      | 接触            | 14       |          |